# Nekrvno srodstvo
Nekrvno srodstvo (tazbinsko srodstvo, svojta, srodstvo po braku, nekrvni rodbinski odnos) rodbinski je odnos nastao između dvoje ljudi kao rezultat nečijeg braka. To je odnos koji svaka strana u braku ima prema odnosima drugog partnera u braku, ali ne pokriva sam bračni odnos. Zakoni, tradicije i običaji koji se odnose na nekrvno srodstvo znatno se razlikuju od države do države, ponekad prestaju smrću jednog od bračnih partnera kroz koje se nekrvno srodstvo prati, a ponekad razvodom bračnih partnera. Osim srodstva po braku, nekrvno srodstvo ponekad može uključivati i srodstvo po posvojenju ili po ponovnom braku roditelja.
Za razliku od krvnog srodstva (konsangviniteta), koje može imati genetske posljedice, nekrvno srodstvo je u biti društveni ili moralni konstrukt, ponekad potkrijepljen pravnim posljedicama. Primjeri osoba, koje su u nekrvnom srodstvu su: tast i punica u odnosu na zeta i snahu, šogor i šogorica, posvojitelj i posvojeno dijete, očuh, maćeha, posinak, pokćerka i dr.
U zakonu, nekrvno srodstvo može biti relevantno u odnosu na zabrane incestuoznih seksualnih odnosa i u odnosu na to je li određenim parovima zabranjeno vjenčati se. Koji su odnosi zabranjeni, razlikuju se od jurisdikcije do jurisdikcije i mijenjali su se tijekom vremena. U nekim su se zemljama, posebice u prošlosti, zabranjene veze temeljile na vjerskim zakonima. U nekim zemljama, zabrana seksualnih odnosa između osoba u nekrvnom srodstvu može se izraziti u smislu stupnjeva srodstva. Iako su posvajanje i ponovni brak roditelja primjeri nekrvnog srodstva, obično se tretiraju kao krvno srodstvo.